# Ala 15
El Ala 15 es una unidad de combate del Ejército del Aire y del Espacio (España), con base en la Base Aérea de Zaragoza. Está equipada con aviones McDonnell Douglas EF-18 Hornet, y su principal misión es la defensa y protección del espacio aéreo español. Además, realiza operaciones de combate aire-aire y aire-tierra, tanto en misiones nacionales como internacionales. 

## Función
El Ala 15 tiene las siguientes funciones principales:
- Defensa y protección del espacio aéreo español: su principal misión es salvaguardar el espacio aéreo nacional frente a posibles amenazas.
- Misiones aire-aire: realiza interceptaciones y combate contra aeronaves enemigas, asegurando la superioridad aérea.
- Misiones aire-tierra: lleva a cabo operaciones de ataque a objetivos terrestres, proporcionando apoyo a las fuerzas en tierra.
- Patrullaje y vigilancia: realiza misiones de patrullaje aéreo para supervisar y proteger áreas estratégicas.
- Operaciones internacionales: participa en misiones de la OTAN y otros ejercicios multinacionales, contribuyendo a la seguridad colectiva y la cooperación entre fuerzas aéreas aliadas.[2][3]

## Historia
La formación del Ala 15 fue parte de la modernización de la Ejército del Aire y del Espacio (España) en los años 80, tras la entrada de España en la OTAN. Con la llegada de los EF-18 Hornet, la unidad adquirió capacidades avanzadas tanto en Combate aire-aire como aire-tierra, significando un gran salto tecnológico respecto a los aviones anteriores.

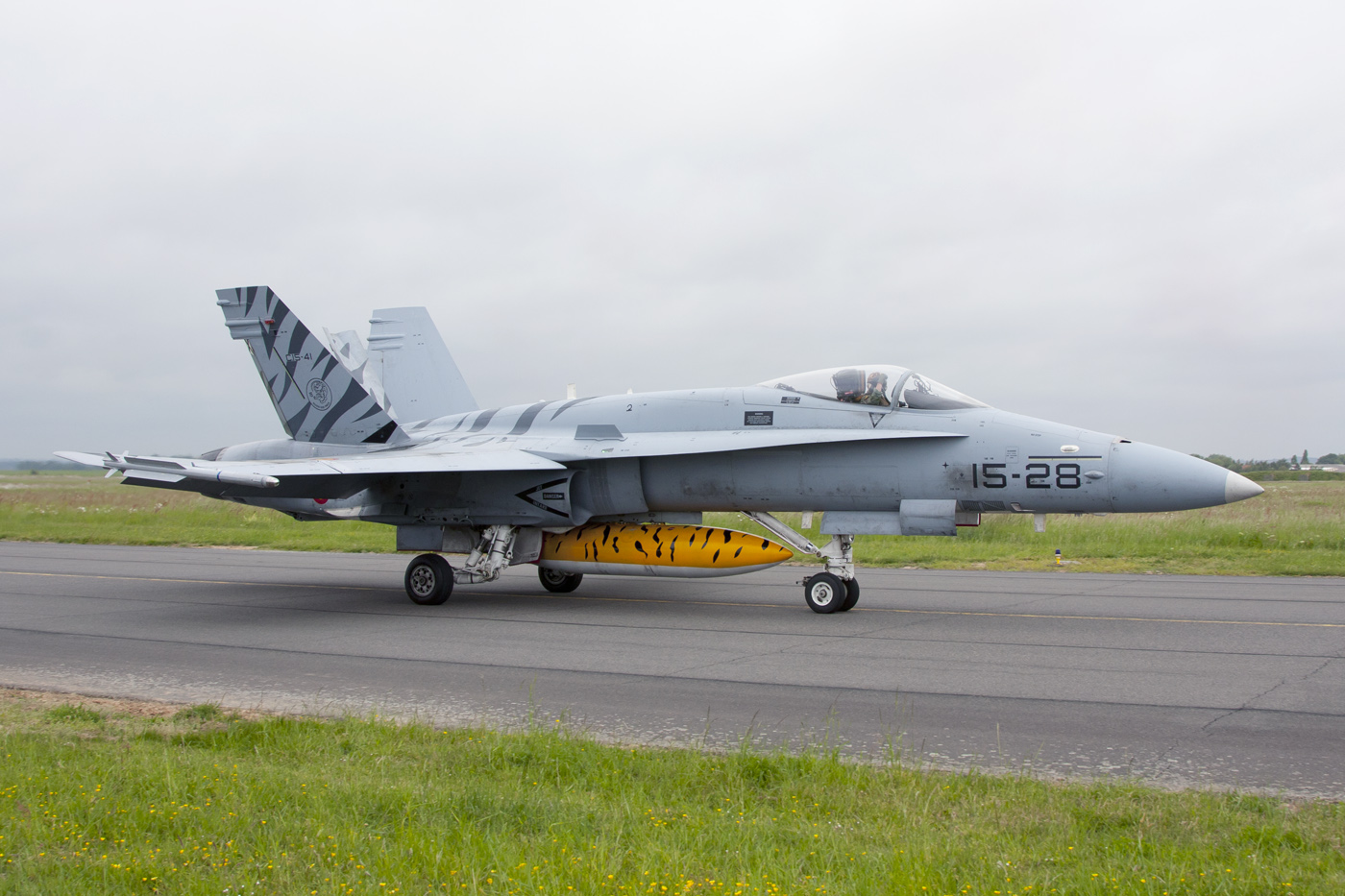
Un McDonnell Douglas EF-18 Hornet del Ala 15

Durante los años 90, el Ala 15 participó en misiones internacionales, como en la  Operación Deny Flight durante la Guerras de los Balcanes. También ha tomado parte en numerosos ejercicios multinacionales, demostrando su interoperabilidad con otras fuerzas aéreas aliadas.

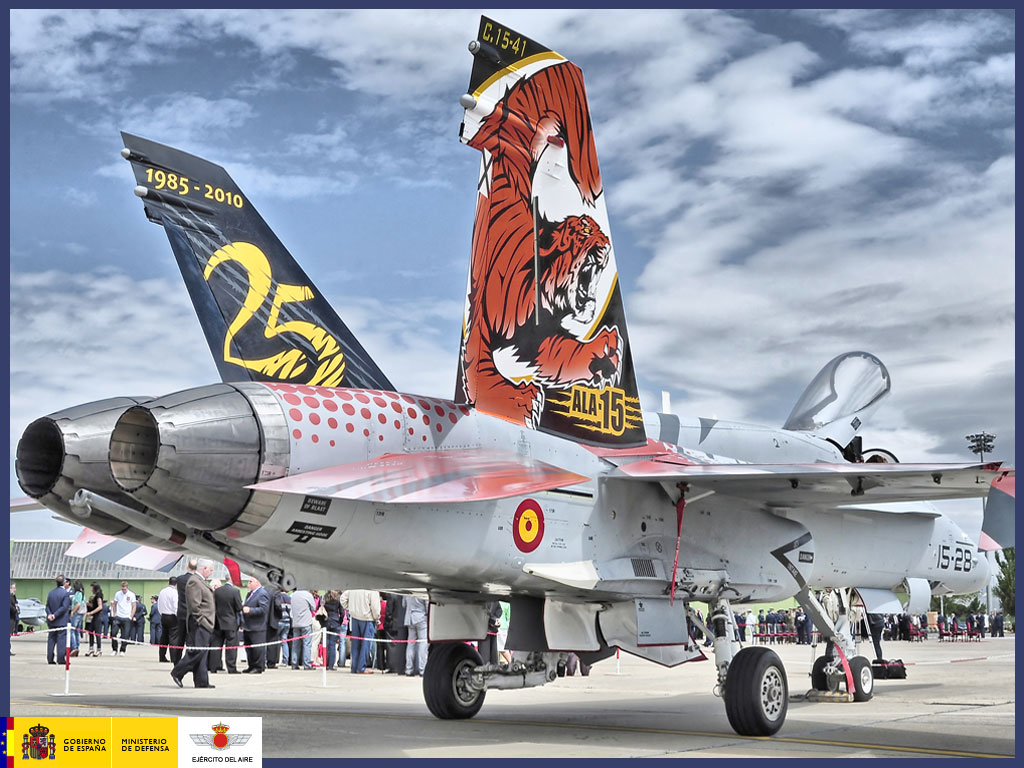
Un McDonnell Douglas EF-18 Hornet con una librea del 25º aniversario de esta unidad

A lo largo de los años 2000, los EF-18 del Ala 15 fueron modernizados con mejoras en sistemas de Radar, Aviónica y armamento. La unidad ha participado en operaciones internacionales, como las misiones de la OTAN en Afganistán y la defensa aérea del Báltico en el marco del Baltic Air Policing.

## Emblema
El emblema de esta unidad es un Tigre con la frase «Quien ose paga» refiriéndose al gran poderío de esta unidad.

## Accidentes
- Accidente de 1992: un EF-18 se estrelló durante un vuelo de entrenamiento en la provincia de Zaragoza. El piloto logró eyectarse y sobrevivió al incidente.[6]
- Accidente de 1994: otro EF-18 se vio involucrado en un accidente durante una maniobra de entrenamiento, resultando en la pérdida de la aeronave, aunque el piloto también logró eyectarse y sobrevivió.[6]
- Accidente de 2002: un EF-18 se estrelló en la región de Albacete durante una misión de entrenamiento. El piloto logró eyectarse y no sufrió lesiones graves.[6]
- Accidente de 2004: un avión se estrelló durante un ejercicio de entrenamiento, con el piloto eyectándose a tiempo y sobreviviendo.[6]
- Accidente de 2019: un EF-18 sufrió un accidente durante un vuelo de entrenamiento en la provincia de Albacete, pero el piloto logró eyectarse y no sufrió heridas significativas.[6]

Esta unidad nunca ha perdido un piloto en un accidente aéreo por lo que se dice que sus pilotos tienen 7 vidas como los gatos.